# Théo Arribagé
Pour les articles homonymes, voir Arribagé.
Théo Arribagé, né le 9 octobre 2000 à Rennes, est un joueur de tennis professionnel français, spécialisé en double. Il a remporté un titre en double sur le circuit ATP.

## Biographie
Théo Arribagé est le fils de Dominique Arribagé, ancien joueur de football devenu entraîneur avec plus de 400 matchs de ligue 1 mais aussi suspendu pour dopage, et de Laurence Arribagé, femme politique.

## Carrière

### 2023 : débuts sur le circuit ATP
En février, Théo Arribagé fait ses débuts sur le circuit principal à Montpellier après être entré dans le tableau principal du double en tant que remplaçant aux côtés de Luca Sanchez. En juin, Arribagé remporte son premier match en Grand Chelem à Roland Garros, toujours avec Luca Sanchez, après avoir reçu une wildcard pour le tableau principal.

### 2025 : Premier titre ATP Tour
En février, Arribagé remporte son premier titre ATP à Buenos Aires eavec Guido Andreozzi. Ils battent Rafael Matos et Marcelo Melo en finale.

## Palmarès

### Titre en double messieurs
| No | Date       | Nom et lieu du tournoi           | Catégorie | Dotation  | Surface      | Partenaire      | Finalistes                | Score            |          |
| -- | ---------- | -------------------------------- | --------- | --------- | ------------ | --------------- | ------------------------- | ---------------- | -------- |
| 1  | 16-02-2025 | IEB+ Argentina Open Buenos Aires | ATP 250   | 658 390 $ | Terre (ext.) | Guido Andreozzi | Rafael Matos Marcelo Melo | 7-5, 4-6, [10-7] | Parcours |

## Parcours dans les tournois duGrand Chelem

### En double messieurs
| Année | Open d'Australie                                                                 | Open d'Australie | Internationaux de France                                                              | Internationaux de France                                                        | Wimbledon | Wimbledon | US Open | US Open |
| ----- | -------------------------------------------------------------------------------- | ---------------- | ------------------------------------------------------------------------------------- | ------------------------------------------------------------------------------- | --------- | --------- | ------- | ------- |
| 2023  | —                                                                                | —                | 2e tour (1/16) L. Sanchez \|\| style="text-align:left;" \| S. Doumbia F. Reboul       | —                                                                               | —         | —         | —       |         |
| 2024  | —                                                                                | —                | 2e tour (1/16) D. Added \|\| style="text-align:left;" \| S. Balaji M. Á. Reyes-Varela | 1er tour (1/32) M. Daniell \|\| style="text-align:left;" \| J. Cash R. Galloway | —         | —         |         |         |
| 2025  | 1er tour (1/32) G. Andreozzi \|\| style="text-align:left;" \| T. Macháč Zhang Z. | —                | —                                                                                     | —                                                                               | —         | —         | —       |         |

N.B. : le nom du partenaire se trouve sous le résultat ; les noms des ultimes adversaires se trouvent à droite.

## Classements en fin de saison
| Année          | 2019 | 2020 | 2021 | 2022 | 2023 | 2024 |
| Rang en simple | –    | –    | –    | 1056 | 1489 | –    |
| Rang en double | 1239 | 836  | 496  | 150  | 89   | 64   |

Source : (en) Classements de Théo Arribagé sur le site officiel de la Fédération internationale de tennis